# 組閣
組閣（そかく）とは、内閣総理大臣に指名された者が、新たに内閣を組織すること。

## 日本における組閣

### 日本国憲法下における組閣
日本において、本来の意味としては、国会で内閣総理大臣指名選挙により指名を受けた内閣総理大臣就任予定者、または新たに任命された内閣総理大臣が、国務大臣の人選を行うことを指すが、一般的には内閣改造の際の作業・手続も含める。本記事においては、前者の例を解説する。

#### 組閣の手順
前内閣の総辞職から首班指名選挙を経て新内閣の発足に至るまでの手続としては一般的に以下の手順が踏まれる。
1. 内閣総辞職
内閣は、衆議院で不信任決議案が可決又は信任決議案が否決され、10日以内に衆議院の解散を選択しない限り総辞職しなければならない（日本国憲法第69条）。また、内閣総理大臣が欠けたときや衆議院議員総選挙の後に初めて国会の召集があったときにも内閣は総辞職をしなければならない（日本国憲法第70条）。内閣は総辞職したときには国会法に基づいて直ちに両議院に対して通知を行う。総辞職した内閣は新たに内閣総理大臣が任命されるまで引き続き職務を行う（日本国憲法第71条)
2. 内閣総理大臣指名選挙
内閣総理大臣は国会議員の中から国会の議決で指名する（日本国憲法第67条前段）。この指名は他のすべての案件に先立って行うこととされているが（日本国憲法第67条後段）、その趣旨は内閣総理大臣が指名されないままの状態にあることは国政上において重大な支障をきたすためである[1]。ただし、条理上、院の構成など正常に議事運営を行い議院が有効に活動するための前提となる手続（議長選挙や議席の指定等）については先決問題とされ内閣総理大臣指名選挙よりも前に行われるが（昭和53年衆議院先例集69、昭和53年参議院先例録77）、これは憲法が予定するところあるいは憲法の許容するところと解されている[1][2][3][4]。国会で内閣総理大臣指名選挙が行われ新しく内閣総理大臣となるべき人物（国会議員）についての議決が確定すると、衆議院議長が天皇にその旨を奏上する（国会法第65条）。
3. 組閣本部における人事選考
一般には組閣本部における人事選考は内閣総理大臣の任命前に行われる。つまり「次期総理大臣」は、国会の指名を受けた者という資格において組閣の準備に取りかかることが一般的となっている[5]。後述のように内閣総理大臣の任命によって従前の内閣はその地位を完全に失うことになる（日本国憲法第71条）[6]。したがって、内閣総理大臣任命後に組閣作業を取るとすると、その間、内閣は内閣総理大臣のみで構成されることになる。しかし、そもそも内閣は合議体であることを本質としていることから、内閣総理大臣の任命の時期から国務大臣の任命・内閣の成立までは極めて短い期間であることが憲法上、期待されていると考えられている[5][6]。かつて片山内閣では1947年5月24日の内閣総理大臣の任命後の同年6月1日に国務大臣が任命され、また、第2次吉田内閣でも1948年10月15日の内閣総理大臣任命後の同年10月19日に国務大臣が任命されたが、内閣総理大臣任命から組閣完了まで数日を要しており、このような手続のとり方に対しては合議体たる内閣制度の本旨に反するもので妥当でないといった批判があった[6]。これに対して第3次吉田内閣では1949年2月11日の内閣総理大臣指名後の同年2月16日に組閣が完了した上で内閣総理大臣と国務大臣の任命が同時に行われ、このような手続を取る慣行が憲法の趣旨に合致するといった評価を受けた[6]。このようなことから首班指名を受けた者の資格において組閣の準備に取りかかり、組閣本部で国務大臣とする者を予め選定した上で、その後、内閣総理大臣の任命と時間的に密着する形で国務大臣の任命と認証の手続が取られることが一般的となっている[5]。次期総理大臣は首相官邸において与党幹部や内閣官房長官就任予定者らと「組閣本部」を立ち上げて組閣作業に着手し、国務大臣に任命する人物及びその補職を決め、自らの新内閣の布陣を整える（この時点では宮中での任命・認証は行われていないため、新首相を含め全員が就任予定者である）。内閣を構成する際には国務大臣の過半数は国会議員としなければならない（日本国憲法第68条但書）。これは内閣の構成上の要件とされ[7]、ここでいう「過半数」は国務大臣の定数の過半数ではなく現在する国務大臣の過半数の意味とされる[8]。組閣作業の後、首相官邸において内閣官房長官就任予定者がこの人事を発表し、続いて新閣僚予定者が就任会見を行いその抱負等を述べることが慣例となっている。ただし、過去4例ほど内閣総理大臣の親任式のあとに組閣作業を行った例がある（一人内閣参照）。
4. 親任式・認証官任命式
天皇は国会の指名に基づいて内閣総理大臣を任命する（日本国憲法第6条1項）。内閣総理大臣の任命について定める日本国憲法第6条には日本国憲法第7条とは異なり「内閣の助言と承認」の文言がないが、内閣総理大臣の任命は日本国憲法第4条の「この憲法の定める国事に関する行為」（いわゆる国事行為）に含まれ日本国憲法第3条の効果として内閣の助言と承認を要することになる[9][10]。そして、内閣総理大臣の任命について先例では日本国憲法第71条の規定によって従前の内閣が助言と承認を行うことになっている[9][10]。内閣総理大臣の任命においては衆議院議長と参議院議長の列席のもと任命式が行われる[11][12]（実際の例では内閣総理大臣を任命する儀式として親任式が行われる[13]）。内閣総理大臣の任命によって従前の内閣はその地位を完全に失うことになる[6]（日本国憲法第71条の「新たに内閣総理大臣が任命されるまで」）。内閣総理大臣以外の国務大臣は内閣総理大臣により任命され（日本国憲法第68条第1項本文）、天皇によって認証される（日本国憲法第7条第5号）。認証は天皇の国事行為であり内閣の助言と承認を要するが（日本国憲法第7条第5号）、性質上、それは新たに任命された内閣総理大臣のみによって行われることになる[14]。国務大臣の認証においては認証式が行われる[15][12]。実際には、天皇の認証を必要とする認証官の任命式については認証官任命式という形で行われ[16]、内閣総理大臣による任命において天皇がその辞令に親署するという形式で認証が行われることになる[17][10]。

内閣総理大臣任命式（親任式）、次いで国務大臣の認証官任命式が行われ、新内閣が発足する。新内閣成立後の初閣議後に総理大臣と全閣僚が一斉に並んで記念撮影が行われるのが慣例となっている。記念撮影の場所は首相官邸の階段が多いが、過去には首相官邸の中庭で行われた例もある。なお、内閣発足後、首相官邸で各閣僚による就任記者会見が行われていたが、深夜帯に行われ「官僚の働き方改革に逆行する」と指摘されており、2021年10月に政府から廃止する方針が示された。

#### 組閣と人事
閣僚は過半数を国会議員から選出することが規定されている(日本国憲法第68条但書)。閣僚を適材適所に配置させたり、後継者を重要ポストで処遇し、さらには与党内のライバルを閣内に取り込んで反対行動を封じるなど、内閣の行政遂行能力を向上させることが肝要となる。
自由民主党政権が長期化するにつれ、与党内の派閥や連立与党や参議院とのバランスを重視し、派閥の推薦枠や参議院枠、また大臣病の政治家のために当選回数などが閣僚登用の基準として用いられた。小渕内閣の組閣の際には内閣総理大臣枠として堺屋太一を起用するなど、一部で独自性を見せたが、大半は旧来のままであった。しかし、2001年から2006年まで内閣総理大臣に在任した小泉純一郎は派閥のバランスを考慮せずに組閣を行い、政界に驚きを与えた。

### 大日本帝国憲法下の組閣
明治憲法には内閣総理大臣に関する規定はなく、戦前における内閣総理大臣の地位・職名は内閣職権や内閣官制に基づくが、法的にはその任命手続に関する規定はなかった。建前の上では「統治権の総攬者」たる天皇が法的な規定にも臣下の意向にも制約されずに自らの意志で任命権を行使することになっていたが、それでは任命された内閣総理大臣に失策があった場合に、天皇が任命責任を追及されることになり、これを回避する必要があった一方、天皇が内閣総理大臣を任命するという形式も維持する必要があり、この矛盾を解決するため、試行錯誤の末、次の手続がほぼ確定した。
辞任や死亡により内閣総理大臣職が空席となった場合、まず、政界事情に通じており、天皇が特別な信任を与えている元勲たち（のち元老と呼ばれるようになる人々）に適切な後任を推薦するよう命じる。これを「ご下問（ごかもん）」と称した。元老は合議してその時々の政治情勢により適切な候補者をひとりに絞りこんで天皇に答申する。天皇自身は一切の検討を加えず意見も付さずにそのまま候補者本人に伝え、内閣総理大臣任命を予告したうえで組閣（必要な閣僚から就任の承諾を得ること）を命じる。元老の答申を「奏薦（そうせん）」と呼び、天皇が組閣を命じる行為を「大命降下」と称した。
この大命降下と後継首班奏薦の制度のもと、超然内閣にはじまり、中間内閣を経て、政党内閣と様々な形態の内閣が誕生することになった。しかし元老はその高齢化と死去により次第にその人数を減らし、大正時代のうちには西園寺公望ただ一人となり、その西園寺も昭和には高齢化して新たな後継首班奏薦方式が必要になった。昭和7年（1932年）には天皇が内大臣に諮問し、内大臣は主に首相の前官礼遇者や枢密院議長からなる「重臣」と呼ばれた人々と協議して候補者を絞りこんで奉答する態勢が整えられた（重臣会議。ただし元老の関与が完全になくなることは西園寺の死去までなかった）。昭和天皇の篤い信任を得た内大臣木戸幸一は、後継首班奏薦だけでなく、たとえば、太平洋戦争（大東亜戦争）での敗色が濃くなっていた1944年（昭和19年）に最早死に体となっていた東条内閣（東条英機首相）を天皇の了解を得た上で内閣総辞職に追い込むなど、宮中に居ながら政界にも強い影響力をふるった。
この方式で成立した最後の内閣は、連合国軍最高司令官総司令部（GHQ/SCAP）による占領下の1946年（昭和21年）に成立した第1次吉田内閣（吉田茂首相）である。このときの次期首相候補者の推薦は前首相の幣原喜重郎が単独で行った。内大臣の職は敗戦直後の1945年（昭和20年）11月にすでに廃止されていた。
次代の片山内閣（片山哲首相）からは、日本国憲法の規定に従い、衆議院と参議院の両院における内閣総理大臣指名選挙により内閣総理大臣が指名されたうえでその指名に基づいて天皇が首相を任命する（憲法第6条1項）形の議院内閣制が確立された。イギリスをはじめとする他の議院内閣制をとる国においては与党第一党の党首が元首から首相に任命されるという憲法的慣行が存在するにすぎないことが多く、国会の首班指名権を明確に認める日本国憲法は法的には比較的異例である。